# Membránový transport

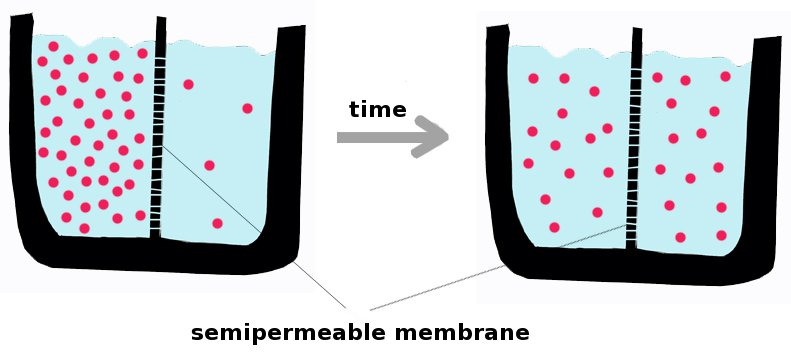
Difúze přes polopropustnou membránu (semipermeabilní membránu). Polopropustná membrána oddělující různé koncentrace rozpuštěných látek umožňuje během času vyrovnání jejich koncentrací do dosažení rovnováhy.

Membránový transport v buněčné biologii znamená přenos různých látek buněčnou membránou. Označuje soubor všech možných mechanismů umožňujících rozpuštěným látkám a iontům překonat přirozenou bariéru buněčné membrány.
Mechanismy umožňující látkám procházet buněčnou membránou jsou extrémně důležité. Všechny životní procesy a buněčné funkce závisejí totiž na tom, zda je buňka schopna komunikovat s okolním prostředím. Tato komunikace mimo jiné znamená selektivní výměnu látek.
Buněčné membrány jsou tvořené lipidovou dvouvrstvou (fosfolipidy) a jsou polopropustné (semipermeabilní). To znamená, že dovnitř a ven z buňky (také z organely obklopené membránou) jsou propouštěny jen některé látky. Volný přístup přes membránu má pouze voda, malé molekuly a některé nepolární molekuly (tedy hydrofobní látky). Přenos iontů a polárních molekul (tedy hydrofilních látek) je zajištěn v membráně zakomponovanými transportními membránovými bílkovinami (póry, kanály, pumpami a dalšími nosiči). Buněčné membrány tak buňce umožňují budovat a udržovat specifické prostředí, které podporuje základní funkční procesy živého organismu.

## Typy membránového transportu podle směru
Membránový transport se dělí podle směru na endocytózu (dovnitř buňky), exocytózu (ven z buňky) a transcytózu (oběma směry). Společně tvoří systém buněčného vezikulárního transportu.

### Endocytóza
Endocytóza je proces, kterým buňky přes svoji cytoplazmatickou membránou absorbují látky (molekuly nebo i jiné buňky) z vnějšího prostředí. Jejím význačným rysem je, že látka je absorbována pomocí vchlípeniny na membráně (membránový váček), která pohlcovanou látku obklopí a zavede dovnitř buňky. Tohoto procesu využívají buňky proto, aby získaly polární nebo příliš velké molekuly, které nemohou volně projít membránou.

### Exocytóza
Exocytóza je proces, kterým buňky přes svoji cytoplazmatickou membránou uvolňují nebo vyvrhují větší molekuly či struktury ven do svého okolí. K samotnému uvolnění dochází při splynutí membránového transportního váčku (vezikulu) s membránou na povrchu buňky.

### Transcytóza
Transcytóza je kombinace endocytózy a exocytózy. Vyskytuje se především v epitelových buňkách cév a střev, protože prostory mezi nimi jsou blokovány těsnými křižovatkami.

## Typy membránového transportu podle energie
Membránový transport může probíhat několika mechanismy. Od jednoduché difúze, přes pasivní transport až po nejsložitější aktivní transport.

### Jednoduchá difúze
Jednoduchou difúzí mohou membránou projít lipofilní a velmi malé nepolární molekuly bez jakéhokoli přísunu energie. Přitom vždy sledují svůj koncentrační gradient s cílem vyrovnat jej. Pokud je koncentrace uvnitř i vně buňky stejná, je nastolena rovnováha. V případě nabitých částic hraje roli elektrický potenciál, který má také snahu dostat se do rovnováhy na obou stranách membrány.

### Pasivní transport
Během pasivního transportu molekuly překonávají membránu také ve směru koncentrace nebo potenciálního gradientu bez jakéhokoli přísunu energie. Pasivní transport je tedy pouze zvláštním případem difúze pro větší molekuly a ionty, jako jsou cukry, aminokyseliny nebo nukleotidy, pro které je membrána nepřekonatelná. Existují dvě možnosti pasivního transportu: volná difúze přes plazmatickou membránu a usnadněná difúze přes kanálové proteiny nebo transportní proteiny.

### Aktivní transport
Aktivní transport je definován jako proces, který probíhá pouze tehdy, když je energie dodávána zvenčí. S její pomocí pak mohou být molekuly transportovány proti chemickému koncentračnímu gradientu nebo ionty proti gradientu elektrického potenciálu. Aktivní transport se dělí na primární, který využívá energii v podobě ATP, a sekundární, který využívá elektrochemický protonový gradient.
Energie pro aktivní transport je tedy poskytována třemi způsoby nebo jejich kombinací:
- Chemická vazebná energie, typickým příkladem je hydrolýza ATP
- Elektrická energie, degradace gradientu náboje
- Zvýšení entropie, například rozpadem jiného koncentračního gradientu

## Typy transportních proteinů

Srovnání proteinového kanálu a transportního proteinu v buněčné membráně. Cell membrane = buněčná membrána, Extracellular space = vnější prostředí buňky, Intracellular space = vnitrobuněčné prostředí, Protein channel = proteinový kanál, Carrier proteins = transportní protein nebo přenašeč (změní formu, tvar, aktivitu, tak, aby zajistil přenesení konkrétní molekuly skrz membránu. Na rozdíl od kanálů je přenašeč orientován svým vazebným místem střídavě na jednu a na druhou stranu membrány).

Prostup jednotlivých látek přes membránu je zajišťován membránovými transportními proteiny. Některé jsou schopné přenášet velké množství příbuzných látek, zatímco jiné jsou úzce specializované jen na jednu konkrétní molekulu.
Klasifikace transportních mechanismu vychází z pravidel vytvořených názvoslovnou komisí Mezinárodní unie pro biochemii a molekulární biologii (IUBMB). V české podobě byla uvedena v článku Klasifikace transportních proteinů od Arnošta Kotyka. Transportní proteiny jsou tak rozděleny do těchto skupin:

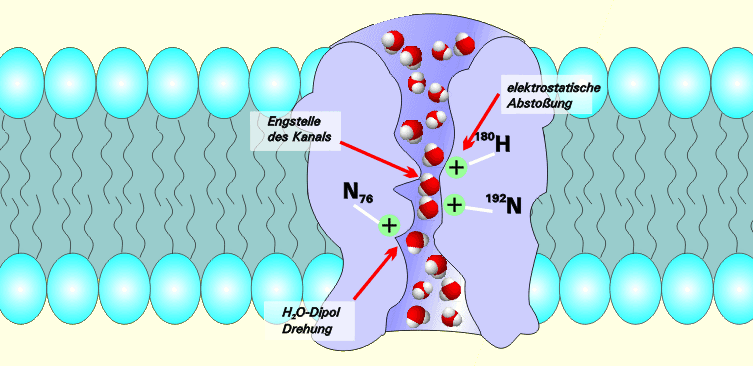
Akvaporinový kanál propouštějící vodu přes buněčnou membránu. Engstelle des Kanals = zúžení kanálu, Elektrostatische Abstossung = elektrostatické odpuzování, H_{2}O-Dipol Drehung = H_{2}O-dipólová rotace

### Póry a kanály
Pór je membránový protein, který umožňuje nespecifický transport různě velkých rozpuštěných látek.
Kanál je membránový protein, který umožňuje transport určitého typu molekul po jejich koncentračním nebo elektrickém gradientu. Mnohé kanály jsou schopné se otevírat a zavírat na základě určitého signálu z nitra nebo z okolí buňky.
Pokud je kanál určený pro průchod iontů, používá se konkrétnější označení iontový kanál (například sodíkový kanál, draslíkový kanál či vápníkový kanál).
Kanály tvořené akvaporiny transportují molekuly vody a tak regulují tok vody přes membránu.

### Transportéry poháněné elektrochemickým potenciálem

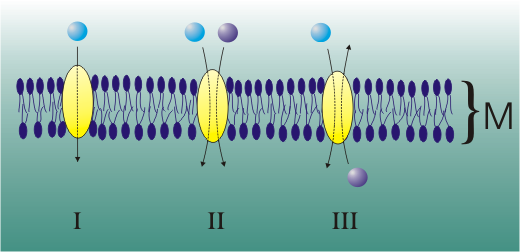
Schematické znázornění různých způsobů transportu pomocí nosných proteinů: Buněčná membrána (M), Uniport (I), Symport (II) a Antiport (III).

Transportéry neboli přenašeče tohoto typu jsou nejčastěji nosné proteiny (uniportéry, symportéry, antiportéry), které zajišťují přenosy poháněné elektrochemickým potenciálem, tedy bez využití energie chemické vazby.
- Uniportér je přenašeč transportující přes membránu jedinou molekulu nebo iont.
- Symportér je přenašeč transportující přes membránu dvě rozpuštěné látky týmž směrem, přičemž alespoň jedna z nich je elektricky nabitá.
- Antiportér je přenašeč transportující přes membránu dva (výjimečně tři) ionty v opačném směru.

### Transportéry primární aktivní
Transportéry neboli přenašeče tohoto typu jsou nejčastěji nosné proteiny, které zajišťují přenosy s využitím energie chemické vazby:
- Transportéry poháněné hydrolýzou vazeb P–P. Transportní systémy těžící z volné energie difosfátové vazby – transport látek proti jejich koncentračnímu nebo elektrochemickému spádu. Některé proteiny jsou během transportního cyklu přechodně fosforylovány. Tyto přenašeče se vyskytují ve všech organismech.

- Transportéry poháněné dekarboxylací. Málo početné prokaryotní systémy využívající volnou energii dekarboxylace oxokyselin k transportu Na+.

- Transportéry poháněné přenosem methylové skupiny. Je známa jediná rodina takových přenašečů, a to z archebakterií.

- Transportéry poháněné oxidačně-redukční reakcí. Systémy, kde zdrojem energie pro transport je oxidace redukovaného substrátu zprostředkovaná tokem elektronů. Vyskytují se ve všech doménách organismů.

- Transportéry poháněné světlem. Tato podtřída zahrnuje jedinou rodinu archebakterilních proteinů. Homologní proteiny obsahující retinal se však vyskytují u plísní, kde mohou fungovat jako proteiny teplotního šoku, popřípadě jako molekulové chaperony.

### Translokátory skupinové
Fosfotransferasové systémy katalyzují vektoriální enzymové reakce, kdy substrát je na startovní straně membrány a produkt (odlišný od substrátu) na cílové straně membrány.

### Transmembránové přenašeče elektronů
Nově objevená skupina několika proteinů, které přenášejí elektrony pro udržení cysteinových zbytků v redukované formě, popřípadě fungují v součinnosti s oxidázami tvořícími superoxidy.

### Přídatné faktory v transportních pochodech
Pomocné transportní proteiny usnadňující transport přes biomembrány bez přímé účasti na transportu. Jedná se například o tvorbu membránového komplexu, pomoc při využití energie nebo regulaci transportu.

### Neúplně charakterizované transportní systémy
Neúplně charakterizované transportní systémy jsou známy, ale není dosud známo jejich zařazení podle mechanismu transportu a spřažení se zdrojem energie.

## Terminologie
- Transportér čili přenašeč je běžný výraz pro membránový protein, umožňující specifický transport solutu iontového i neiontového charakteru, kdy se buď neuplatňuje zdroj energie (zprostředkovaná difuze), nebo je zdrojem elektrochemický potenciál nějakého kationtu (sekundární aktivní transport), nebo nějaká exergonická chemická nebo fotochemická reakce (primární aktivní transport). Na rozdíl od kanálů je přenašeč orientován svým vazebným místem střídavě na jednu a na druhou stranu membrány.
  - Exportér je přenašeč, který funguje ve směru z buňky do vnějšího prostředí.
  - Importér je přenašeč, který funguje ve směru z vnějšího prostředí do buňky.
  - Uniportér je přenašeč transportující jedinou molekulu nebo ion.
  - Antiportér je přenašeč, transportující dva (výjimečně tři) ionty v opačném směru přes membránu.
  - Symportér je přenašeč transportující dva soluty týmž směrem, přičemž alespoň jeden z nich je elektricky nabitý.
  - Translokáza či translokasa je nevhodný výraz pro přenašeč.
- Permeáza či permeasa je nevhodný zastaralý výraz pro některé systémy podtřídy TC 2.A.
- Kanál je membránový protein (často oligomerní tvar), který umožňuje specifický transport iontů nebo nenabitých molekul po spádu koncentrace nebo elektrochemického potenciálu. Kanál může být buď zavřený nebo otevřený – v tomto případě pak jeho vazebné místo může přijímat ligandy z obou stran membrány.
- Pór je membránový protein, často oligomerní struktury, který umožňuje nespecifický transport různě velkých solutů.
- Protonmotivní síla vyjadřuje závislost sekundárního aktivního transportu na membránovém potenciálu a poměru koncentrací H+ vně a uvnitř buňky; je to ne zcela správné označení (nejde tu o sílu) pro elektrochemický potenciál vydělený Faradayovou konstantou. Analogicky můžeme hovořit obecně o ionmotivní síle.
- Membránový potenciál Δϕ je rozdíl elektrického potenciálu, skládající se ze statické a dynamické složky, přičemž je vnitrobuněčná strana téměř vždy negativní; vyjadřuje se v mV, a to v záporných hodnotách.
- Elektrochemický potenciál je definován jako Ψ = −Δϕ + (2,3 RT/F) log (Ckation,ex / Ckation,in) kde Δϕ je elektrický potenciál přes membránu (ve V), R je plynová konstanta (8,314 J.K−1.mol−1), T je absolutní teplota v K a F je Faradayova konstanta (96,49 kC.mol−1).